# Pentacle
Pentacle (englisch für ‚Pentakel‘) ist eine niederländische Death-Metal-Band aus Bladel, die seit 1990 aktiv ist.

## Bandgeschichte
Im Winter 1989/1990 wurde Pentacle von Mike Verhoeven (Gitarre), Wannes Gubbels (Bass/Gesang) und Marc Nelissen (Schlagzeug) gegründet. Zwei Jahre später erschien das erste Demo Caressed by Both Sides. Zusammen mit den befreundeten niederländischen Bands Asphyx und Gorefest sammelte die Gruppe erste Liveerfahrungen. Ein Jahr später erschien das zweite Demo Winds of the Fall. Die Gruppe spielte dann als Support unter anderem für Ancient Rites, Sentenced und Samael. 1994 erschien das Lied A Dance Beyond auf dem niederländischen Underground-Sampler Paradise of the Underground (DSFA). Im gleichen Jahr erschien die 7’’ Exalted Journey. Anschließend stieg mit Edwin Fölsche ein zweiter Gitarrist ein.
Die EP The Fifth Moon erschien im März/April 1996 über Displeased Records. Als Vorband für Ancient Rites tourt die Gruppe durch Europa. 1997 stieg Edwin Fölsche wieder aus. 1998 erschien das offizielle Debütalbum …Rides the Moonstorm über Damnation Records. Von 1996 bis 1998 war Wannes Gubbels in der Asphyx-Nachfolgeband Soulburn aktiv.
2000 erschien eine auf 900 Stück limitierte Split-10’’ mit der deutschen Band Desaster auf Iron Pegasus Records. Die EP Ancient Death erschien im Anschluss. Nach einer weiteren Split-Veröffentlichung mit Repugnant verließ Schlagzeuger Marc Nelissen die Gruppe, da er nicht mehr live spielen wollte. Robert Smissart übernahm das Schlagzeug auf einer Tour mit Desaster und ist seitdem festes Mitglied der Gruppe. Alex Verhoeven, der Bruder des Gitarristen, stieg als zweiter Gitarrist ein.
2004 erschien das Konzeptalbum Under the Black Cross, das von der Operation Chariot im Zweiten Weltkrieg handelt. Die Gruppe ist auch heute noch aktiv, hat aber seit 2004 nichts mehr veröffentlicht. Da Mike Verhoeven seit einiger Zeit an Schmerzen im rechten Arm leidet und keine Gitarre mehr spielen kann, pausiert die Gruppe seit einiger Zeit. Gelegentlich trat Pentacle als Trio auf. Wannes Gubbles kümmert sich derzeit um seine Doom-Metal-Band Bunkur mit Martin van Drunen. Im Zeitraum von 2007 bis 2010 war er außerdem fester Bassist bei Asphyx.

## Musikstil
Pentacle spielt Old-School-Death-Metal mit deutlichen Thrash-Metal-Anleihen. Als deutliche Einflüsse sind Celtic Frost und Hellhammer wahrzunehmen. Weitere Inspiration holte sich die Band von Gruppen wie Death, Possessed, Treblinka und Slaughter.

„Wir gründeten PENTACLE mit dem Ziel, genau diesen Old-School-Death-Metal, den wir so sehr lieben, am Leben zu erhalten. Daran hat sich auch 16 Jahre später nichts geändert. Man kann die alten Einflüsse immer noch heraushören.“

## Diskografie

### Demos
- Carressed by Both Sides (1992)
- Winds of the Fall (1993)

### Alben
- …Rides the Moonstorm (1998)
- Under the Black Cross (2005)

### Singles, EPs und sonstige Veröffentlichungen
- Exalted Journey (EP, 1995)
- The Fifth Moon (EP, 1998)
- Desaster in League with Pentacle (Split-10’’ mit Desaster, 2000)
- Ancient Death (EP, 2001)
- Dunkel Besatthet (Split-7’’ mit Repugnant, 2002)
- Eternal Solstice / Pentacle (Split mit Eternal Solstice, Dark Descent Records, 2013)
- Archaic Undeath Fury (10’’)